# Ford Pampa
La Ford Pampa es una camioneta pickup liviana producida por el fabricante estadounidense Ford, a través de su subsidiaria brasileña. Esta camioneta, fue un desarrollo completamente local realizado por la filial Ford Motor do Brasil y formó parte de una serie de productos proyectados a partir de un mismo conjunto de chasis y mecánica que incluyó a los modelos Ford Corcel y Ford Del Rey.
Esta camioneta no fue otra cosa más que la versión pickup del sedán Del Rey, modelo que en esos años estaba posicionado como tope de gama y que previamente había sido desarrollado partiendo del Corcel. La Pampa fue lanzada en el año 1981 y había debutado en el Salón del Automóvil de São Paulo de ese año. Su diseño buscó combinar la comodidad propia del sedán Del Rey, con la robustez de un vehículo de carga. En cuanto a lo mecánico, sus primeras versiones equiparon una versión mejorada del motor CHT (desarrollado por Ford do Brasil a partir de la base del motor Cléon-Fonte de origen Renault) de 1600 c.c., que fue ofrecido con opciones de funcionamiento a base de gasolina o alcohol. A partir de 1990 y como producto de la constitución del holding Autolatina, la Pampa comenzó a ser equipada con los impulsores AP1800 de origen Volkswagen, los cuales permitieron aumentar su desempeño. Asimismo, fueron también ofrecidas versiones con tracción integral 4x4.
La producción de esta camioneta finalizó en el año 1997, siendo el modelo más vendido de su segmento con más de 220 000 unidades vendidas, superando a rivales como la Fiat Fiorino o la Volkswagen Saveiro. Su producción continuó hasta ese año, aún mucho tiempo después de haber finalizado la producción de su modelo de base, el Corcel, siendo sustituida por la Ford Courier.

## Historia

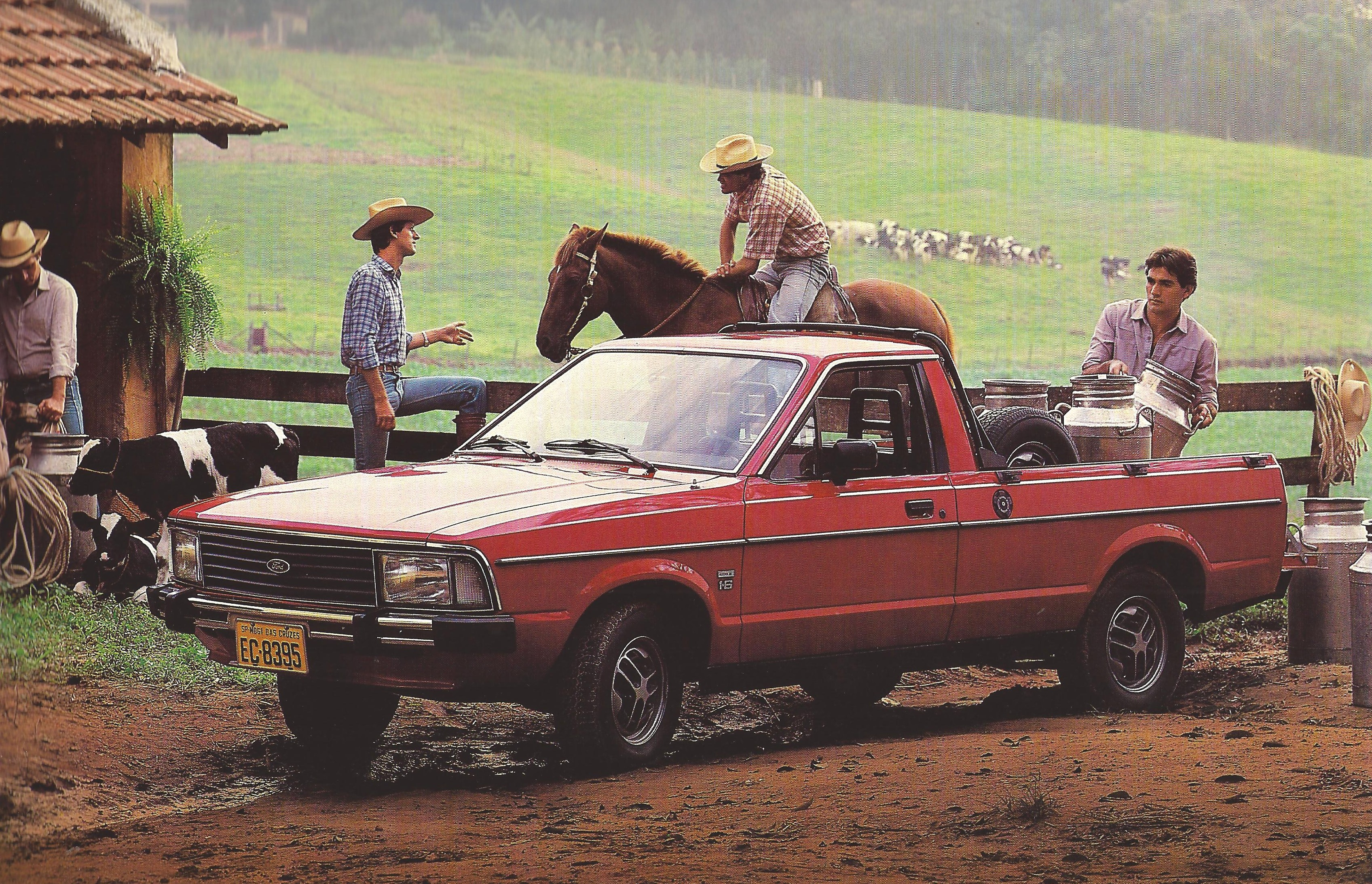
Imagen publicitaria de la Ford Pampa

Tras la aparición en 1978 de la pickup Fiat Fiorino (derivada del 147), Ford Motor do Brasil puso en marcha un plan para ingresar y a su vez acaparar el sector del mercado de las pickups livianas, más teniendo en cuenta su posición en el mercado de las Pickup medianas, en el cual era protagonista con la Serie F. La fórmula fue la misma que empleó Fiat para su pickup Fiorino, eligiendo como base para su nuevo desarrollo el sedán de producción local Ford Corcel. De esta forma, en 1981 fue presentada por primera vez en el Salón del Automóvil de São Paulo, la nueva pickup liviana de Ford que fue bautizada como Ford Pampa. El nombre elegido para este modelo, hacía alusión a una raza de caballos muy común de Sudamérica, siendo a su vez tomado como un guiño hacia una tradición tomada por Ford, de llamar a sus autos más briosos con términos relacionados con la cultura equina (Mustang, Pinto) y que en Brasil fue aplicada en el Corcel.
A pesar de haber sido pensada para el segmento de camionetas livianas, la Pampa se destacaba de sus competidores debido a su espacio de carga ampliamente mayor. A su vez, fue desarrollada con el objetivo de combinar la comodidad de la cabina de un sedán de alta gama, con la robustez de un vehículo de carga. En este sentido, el diseño de su cabina era similar al de la segunda generación del Ford Corcel, mientras que su espacio de carga estaba inspirado en las Pickup Ford F-100. Otro punto desarrollado en esta nueva camioneta fue el sistema trasero de suspensión, el cual estaba compuesto por un eje rígido con muelles semielípticos, lo que le permitía un mejor desempeño en el transporte de cargas, con relación a la Fiorino que presentaba suspensión independiente con muelles helicoidales. Este desarrollo terminó marcando un hito en la producción de esta clase de modelos, dando pie a la creación de nuevos competidores como la Volkswagen Saveiro o la Chevy 500, todos con la misma temática de ser derivados de sedanes de producción.
Con relación a la mecánica, la Pampa fue presentada equipando una nueva versión del reconocido motor CHT de desarrollo local, con capacidad de 1600 cc, mientras que para aprovechar la potencia de este motor fue empleado el diferencial de la versión 1.4 del Corcel. Este motor estaba acoplado a dos opciones de cajas de cambios manuales de 4 o 5 marchas. Otro ítem adoptado del Corcel fue su sistema de suspensión delantera con resortes y amortiguadores recalibrados para soportar mayores niveles de carga, mientras que el sistema de suspensiones trasero estaba compuesto por paquetes elásticos semielípticos.
Esta camioneta estaba desarrollada para soportar cargas de hasta 600 kg, teniendo un rango un poco más grande de carga con respecto a sus competidores. A su vez y con relación a su diseño, fue aumentada su distancia entre ejes con relación al Corcel, mientras que para su cabina fueron adoptadas las puertas del Ford Del Rey de cuatro puertas. Sobre el desempeño de su motor, el mismo era ofrecido con opciones de funcionamiento a base de gasolina o alcohol, generando el primero una potencia de 90 CV, mientras que el segundo erogaba 69 CV. Su velocidad máxima era de 148 km/h, mientras que su tanque de combustible con capacidad de hasta 76 litros estaba embutido detrás de las butacas delanteras. En cuanto a su equipamiento, la Pampa ofrecía reloj digital, aire acondicionado, butacas ajustables con apoyacabezas, nueva consola central, radio y cinturones de seguridad inerciales, equipamientos que eran compartidos con el sedán Del Rey.
En 1984, la Pampa recibió un recambio importante al equipar una versión más potente y económica del motor CHT 1.6, siempre con funcionamiento alternativo a gasolina o alcohol. En este sentido, la nueva gama de motores era capaz de producir potencias de 73 CV en la versión de gasolina y 75 CV en la de alcohol, lo que le permitía desarrollar velocidades máximas de 140 y 145 km/h, respectivamente. Al mismo tiempo, una novedad absoluta para el mercado fue lanzada con la presentación de la Pampa 4x4, la primera pickup derivada de un sedán de producción en incorporar sistema de tracción integral en las cuatro ruedas. Esta versión presentó muy pocas variantes externas en cuanto a la versión de tracción 4x2, incorporando una parrilla frontal cuadriculada, neumáticos campo-ciudad, ruedas con cubos salientes y paragolpes con protecciones para facilitar empujar vehículos en situaciones de emergencia. A pesar de su novedoso sistema de tracción integral, la Pampa 4x4 equipaba una caja manual de 4 marchas y un nivel interno de equipamiento aún más básico que la versión 4x2. Otros ítems de equipamiento incluían un banco interno enterizo y un segundo tanque de reserva de 40 litros adicionales en la versión alimentada a alcohol.

## Fichas técnicas

### Pampa 1.6
| Modelos              | Pampa L                              | Pampa L                              | Pampa L                              | Pampa GL                             | Pampa GL                             | Pampa Ghia                           | Pampa 4x4                            |
| -------------------- | ------------------------------------ | ------------------------------------ | ------------------------------------ | ------------------------------------ | ------------------------------------ | ------------------------------------ | ------------------------------------ |
| Valores              |                                      |                                      |                                      |                                      |                                      |                                      |                                      |
| Período              | 1982-1995                            | 1996-1997                            | 1990-1992                            | 1992-1997                            | 1996-1997                            | 1987-1990                            | 1985-1990                            |
| Motorización         | Ford CHT 1.6                         | Audi AP-1600                         | Ford AE-1600                         | Ford AE-1600                         | Audi AP-1600                         | Ford CHT 1.6                         | Ford CHT 1.6                         |
| Combustible          | Gasolina                             | Gasolina                             | Alcohol                              | Gasolina                             | Alcohol                              | Alcohol                              | Gasolina                             |
| Cilindrada           | 1555 cc                              | 1596 cc                              | 1555 cc                              | 1555 cc                              | 1596 cc                              | 1555 cc                              | 1555 cc                              |
| Tracción             | Delantera                            | Delantera                            | Delantera                            | Delantera                            | Delantera                            | Delantera                            | Integral                             |
| Potencia             | 90 CV a 5600 rpm                     | 80 CV a 5600 rpm                     | 73,3 CV a 4800 rpm                   | 72 CV a 5200 rpm                     | 90 CV a 5600 rpm                     | 73,3 CV a 4800 rpm                   | 62,7 CV a 5200 rpm                   |
| Par Motor            | 13 kgm a 4000 rpm                    | 12,3 kgm a 2200 rpm                  | 12,9 kgm a 2400 rpm                  | 12,2 kgm a 2200 rpm                  | 12,8 kgm a 2200 rpm                  | 12,9 kgm a 2400 rpm                  | 10,3 kgm a 2800 rpm                  |
| Rel. Compresión      | 8:1                                  | 8,5:1                                | 12:1                                 | 8:1                                  | 12,3:1                               | 12:1                                 | 9:1                                  |
| Transmisión          | Manual de 5 marchas                  | Manual de 5 marchas                  | Manual de 5 marchas                  | Manual de 5 marchas                  | Manual de 5 marchas                  | Manual de 5 marchas                  | Manual de 4 marchas                  |
| Peso en Vacío        | 1040 kg                              | 1040 kg                              | 1040 kg                              | 1040 kg                              | 1040 kg                              | 1040 kg                              | 1104 kg                              |
| Largo                | 4425 mm                              | 4425 mm                              | 4425 mm                              | 4425 mm                              | 4425 mm                              | 4425 mm                              | 4425 mm                              |
| Ancho                | 1674 mm                              | 1674 mm                              | 1674 mm                              | 1674 mm                              | 1674 mm                              | 1674 mm                              | 1674 mm                              |
| Alto                 | 1401 mm                              | 1401 mm                              | 1401 mm                              | 1401 mm                              | 1401 mm                              | 1401 mm                              | 1401 mm                              |
| Batalla              | 2578 mm                              | 2578 mm                              | 2578 mm                              | 2578 mm                              | 2578 mm                              | 2578 mm                              | 2578 mm                              |
| Trocha Delantera     | 1367 mm                              | 1367 mm                              | 1367 mm                              | 1367 mm                              | 1367 mm                              | 1367 mm                              | 1367 mm                              |
| Trocha Trasera       | 1349 mm                              | 1349 mm                              | 1349 mm                              | 1349 mm                              | 1349 mm                              | 1349 mm                              | 1349 mm                              |
| Frenos Delanteros    | Disco ventilado                      | Disco ventilado                      | Disco ventilado                      | Disco ventilado                      | Disco ventilado                      | Disco ventilado                      | Disco ventilado                      |
| Frenos Traseros      | Tambor                               | Tambor                               | Tambor                               | Tambor                               | Tambor                               | Tambor                               | Tambor                               |
| Dirección            | Tornillo sinfín                      | Tornillo sinfín                      | Tornillo sinfín                      | Tornillo sinfín                      | Tornillo sinfín                      | Tornillo sinfín                      | Tornillo sinfín                      |
| Suspensión Delantera | Independiente, a brazos superpuestos | Independiente, a brazos superpuestos | Independiente, a brazos superpuestos | Independiente, a brazos superpuestos | Independiente, a brazos superpuestos | Independiente, a brazos superpuestos | Independiente, a brazos superpuestos |
| Suspensión Trasera   | Eje rígido                           | Eje rígido                           | Eje rígido                           | Eje rígido                           | Eje rígido                           | Eje rígido                           | Eje rígido                           |
| Vel. Máx.            | 148 km/h                             | 150 km/h                             | 147 km/h                             | 144 km/h                             | 155 km/h                             | 147 km/h                             | 140 km/h                             |
| 0 a 100 km/h         | 17,5 seg                             | 14,7 seg                             | 15,1 seg                             | 15,6 seg                             | 14,1 seg                             | 15,1 seg                             | 20 seg                               |